# Sint-Elooi (plaats)
Sint-Elooi is een gehucht in Voormezele, een deelgemeente van de Belgische stad Ieper. Het gehuchtje ligt ruim een kilometer ten zuidoosten van het centrum van Voormezele, op het kruispunt van de Sint-Elooisweg, de Rijselseweg en de Armentierseweg.

## Geschiedenis
Het gehucht staat op de Ferrariskaart uit de jaren 1770 aangeduid als "St Eloy".
Sint-Elooi was onderdeel van het front rond Ieper (de Ieperboog) tijdens de Eerste Wereldoorlog en een onderdeel van de mijnenoorlog die er gestreden werd. In maart 1915 lieten de Duitsers in Sint-Elooi hun eerste mijn onder de geallieerde posities ontploffen. Het volgende jaar bleven zowel de Britten als Duitsers op deze manier verder strijden. De Britten brachten 13 mijnen en 29 zogenaamde "camouflets" tot ontploffing, de Duitsers 20 mijnen en 2 camouflets.Op 27 maart 1916 ontploften 17 Britse mijnen, wat het begin betekende van de Slag om Sint-Elooi, die bleef duren tot 16 april. 
Aanvankelijk maakten de geallieerden vooruitgang, maar na 20 dagen werden zij teruggedreven tot de positie van 27 maart. De gevechten hadden geen terreinwinst opgeleverd, maar wel 320 doden, 1750 gewonden en 160 vermisten bij de geallieerden en 480 doden, 600 gewonden en 490 krijgsgevangen bij de Duitsers.
Tijdens de mijnenslag van 7 juni 1917 ontplofte ook een dieptemijn in de omgeving van Sint-Elooi. Reeds in augustus 1916 waren de geallieerden begonnen met het graven van een schacht en een tunnel, die men de naam "Queen Victoria" gaf. Na meer dan 400 meter bereikte men op een diepte van 38 meter Sint-Elooi. Men plaatste er de grootste enkelvoudig mijnlading uit de oorlog, namelijk 95.600 pond (meer dan 43 ton) ammonal. Men groef nog 100 meter verder voor een tweede lading, maar die werd uiteindelijk niet geplaatst. De krater die ontstond bij de ontploffing van 7 juni was ruim 53 meter breed en ruim 5 meter diep.

## Bezienswaardigheden
- Een oorlogsmonumentje op het kruispunt van Sint-Elooi herinnert aan de mijnenslag van 1916.
- Een vijver wordt gevormd door de oude mijnkrater uit juni 1917. In de nabijheid bevindt zich nog een Britse mitrailleurpost
- Op Sint-Elooi liggen ook nog verschillende kraters uit de slag van 1916.

## Nabijgelegen kernen
Sint-Elooi ligt op een wegenkruispunt: de wegen voeren naar respectievelijk Voormezele, Ieper, Waasten en Wijtschate
Deelgemeenten: Boezinge · Brielen · Dikkebus · Elverdinge · Hollebeke · Ieper · Sint-Jan · Vlamertinge · Voormezele · Zillebeke · Zuidschote

Overige plaatsen: Brandhoek · Lizerne · Pilkem · Potyze · Sint-Elooi · Verlorenhoek · Wieltje 

Belgische gemeenten · Arrondissement Ieper · West-Vlaanderen · Vlaanderen

.